# 문막읍
문막읍(文幕邑)은 대한민국 강원특별자치도 원주시의 행정구역이다.

## 개요
과거 물막이라 불리었는데 이는 지명에서 비롯된 것으로 광활한 평야 뿐 아니라 강원도 내에서 제일가는 선창이 있었기 때문이다. 위치는 원주시청을 기점으로 하여 서쪽으로 약 17km 떨어져 있으며, 동쪽으로는 흥업면, 남쪽으로는 원주시 부론면과 귀래면, 북쪽으로는 지정면, 서쪽으로는 경기도 여주시 강천면과 각각 인접해 강원특별자치도 원주시의 읍(邑)으로 남한강 지류인 섬강의 연안을 중심으로 형성된 곡창지대이며, 수령 800년인 반계리의 은행나무와 후백제의 견훤산성이 있는 곳이다.

## 연혁
문막읍의 원래 명칭은 사제면(沙堤面), 미내면(彌乃面)이라 불리었으나, 1914년 4월 관할구역 변경에 따라 사제리는 흥업면에, 기타 리는 건등면(建登面)으로 개편하였으며, 1937년 5월 건등면을 문막면으로 개칭하였고, 1995년 1월 도농복합형태의 시 설치 등에 관한 법률에 의해 원주시와 원주군을 통합하여 도농복합형 원주시가 되면서 그해 3월에 경기도 여주군 강천면으로부터 대둔리 일부를 편입하였고 면이 읍으로 승격되어 현재에 이르고 있다.

## 면적 및 인구
- 문막읍은 시 면적의 12%인 104.3km2로 농경지 19.5km2, 임야 71.7km2, 기타 13.1km2이며 이중 도시계획구역은 4.32km2이고, 임야가 68.8%를 차지하고 있다.
- 2018년 현재 세대수는 8,615세대이며, 인구는 18,970명(남자 : 9,688 여자 : 9,282)[4]으로 세대 및 인구가 시 전체의 7.02%를 차지하고 있다.

## 문화유적
- 반계리 은행나무
- 비두리 귀부 및 이수
- 김두한 전통가옥
- 칠장 김상수 - 강원도 무형 문화재
- 충효사(忠孝詞)

## 법정리
- 포진리(浦津里)
- 후용리(厚用里)
- 취병리(翠屛里)
- 비두리(碑頭里)
- 반계리(磻溪里)
- 문막리(文幕里)
- 동화리(桐華里)
- 대둔리(垈屯里)
- 건등리(建登里)
- 궁촌리(宮村里)

## 교통
- 영동고속도로 문막IC가 있으며, 문막에서 여주를 지나 서울로 가는 자동차전용도로가 있다.
- 42번 국도상의 건등네거리에 문막고속시외버스정류소가 있다. 원주시외버스터미널에서 출발하는 광주행과 서울행은 문막읍에서 중간 승하차하기 때문에, 터미널과 아주 가까이 있는 무실동의 남원주IC 대신 문막리의 문막IC를 이용한다. 단, 서울 - 원주 고속버스 노선에 프리미엄 버스가 도입된 후 서울행 노선은 일부 시간대에만 문막으로 들어오는 것으로 변경되었으며, 서울 - 원주 고속버스 노선의 일부 연장 형태였던 원주혁신도시(반곡동 국민건강보험공단 본사) 노선이 지정면 가곡리의 기업도시(스타세븐 상가) 중간 승하차로 바뀐 후에는 사실상 노선 계통이 분리되어 문막으로 들어오지 않는다.

## 교육
- 경동대학교 문막캠퍼스
- 원주의료고등학교 (건등리)
- 문막고등학교 (문막리)
- 문막중학교 (문막리)
- 문막초등학교 (건등리)
  - 대둔분교 (폐교) - 문막읍 원문로 2636 (대둔리)
  - 취병분교 (폐교) - 문막읍 취병로 106 (취병리)
- 후용초등학교 (폐교) - 문막읍 비야동길 11 (후용리)
- 동화초등학교 (동화리)
- 반계초등학교 (반계리)
- 비두초등학교 (궁촌리)

## 주거
| 단지명               | 건설사       | 시행사       | 주소                        | 입주        | 비고     |
| -------------------- | ------------ | ------------ | --------------------------- | ----------- | -------- |
| 문막주공             | 일신진흥㈜   | 대한주택공사 | 문막읍 원문로 1684 (건등리) | 2008년 12월 | 국민임대 |
| 서원주 코아루 아너스 | 태왕㈜       | 한국토지신탁 | 문막읍 원문로 1700 (건등리) | 2018년 4월  |          |
| 문막 스타클래스      | 극동건설     | 극동건설     | 문막읍 건등로 67 (건등리)   | 2008년 11월 |          |
| 문막 아침도시        | 신원종합개발 | ㈜장암개발   | 문막읍 왕건로 20 (동화리)   | 2008년 4월  |          |
| 문막신한             | ㈜신한       | ㈜신한       | 문막읍 건등로 39 (건등리)   | 1997년 2월  |          |
| 문막부영             | ㈜부영       | ㈜부영       | 문막읍 왕건로 80 (동화리)   | 2000년 10월 |          |

## 공업
- 해태제과 문막공장이 있다.
- 삼아제약